# Ana's Song (Open Fire)
Ana's Song (Open Fire) és el segon senzill del tercer àlbum de Silverchair, Neon Ballroom.
En la cançó, el cantant del grup Daniel Johns explica el seu patiment per afrontar l'anorèxia nerviosa que havia superat poc abans de treure l'àlbum. El videoclip, dirigit per Cate Anderson, mostra el patiment d'una noia que representa que té anorèxia i paral·lelament també es veu a Johns patint en una cadira de rodes i tancat en un hospital.
A Alemanya van rebre el premi Comet Award per la seva franquesa i sinceritat.

## Llista de cançons
CD Senzill AUS (MATTCD086)
1. "Ana's Song (Open Fire)"
2. "Trash"
3. "Anthem for the Year 2000 (a cappella)"
4. "Ana's Song (acoustic)"

Vinil 7" Ltd. AUS (MATTV086)
1. "Ana's Song (Open Fire)"
2. "Anthem for the Year 2000 (a cappella)"

CD Senzill EU (6671072)
1. "Ana's Song (Open Fire)"
2. "Anthem for the Year 2000 (a cappella)"
3. "Ana's Song (Open Fire) (acoustic)"

CD Senzill EU (amb caràtula diferent) (6673455)
1. "Ana's Song (Open Fire)"
2. "Ana's Song (open Fire) (acoustic)"
3. "Trash"

CD Senzill UK Deleted (6673452)
1. "Ana's Song (Open Fire)"
2. "London's Burning"
3. "The Millennium Bug (The Paul Mac Remix)"

7" Ltd 7" UK Picture Disc (667345 7)
1. "Ana's Song (Open Fire)"
2. "Ana's Song (Open Fire) (acoustic)"

Promo CD US (ESK42087)
1. "Ana's Song (Open Fire)"